# 178-й отдельный мотострелковый батальон
178-й отдельный мотострелковый батальон — воинское формирование войск НКВД, МГБ и Министерства обороны СССР для выполнения специальных задач.

## История батальона/полка

### 178-й омсб 76-й мсбр оперативных войскНКВД
178-й отдельный мотострелковый батальон оперативных войск НКВД СССР был сформирован 21-25 октября 1941 года на базе 8-го мотострелкового полка 76-й мотострелковой бригады оперативных войск НКВД СССР в Тбилиси.
В конце октября батальон в экстренном порядке перебрасывается в Чечню.
Пунктом постоянной дислокации батальона была определена столица ЧИ АССР — город Грозный. Новая часть с 23 ноября 1941 года входила в Действующую Армию и находилась в прямом подчинении командира 76-й мотострелковой бригады НКВД, дислоцировавшейся в Тбилиси.

### 141-й горнострелковый полк оперативных войск НКВД СССР
В соответствии с приказом НКВД СССР № 002084/к от 27.11.1941, в январе 1942 года 178-й отдельный мотострелковый батальон оперативных войск НКВД развёрнут в 141-й горнострелковый полк оперативных войск НКВД СССР.
.
Приказом НКВД СССР № 0053 от 04.01.1942 года оперативные войска переименованы во внутренние войска, полк стал именоваться 141-й стрелковый полк внутренних войск НКВД СССР. 14 июня 1943 года полк переформирован в 141-й горнострелковый полк внутренних войск НКВД СССР.
В начале июля 1943 года в состав полка был включён личный состав расформированного 274-го стрелковый полк внутренних войск НКВД СССР.
С декабря 1941 года по 9 августа 1943 года полк входил в состав Действующей Красной Армии. Полк имел условный номер войсковая часть полевая почта № 04546
Полк успешно выполнил все боевые задачи на Северном Кавказе.
Итоги боевых операций.
Полк во время пребывания на Северном Кавказе в разное время входил в состав 3-й отдельный стрелковой бригады внутренних войск НКВД СССР, Грозненской стрелковой дивизии внутренних войск НКВД СССР(полк имел условный номер войсковая часть полевая почта № 70818, Тбилисской стрелковой дивизии внутренних войск НКВД СССР(полк имел условный номер войсковая часть полевая почта № 04576), 8-й стрелковой дивизии внутренних войск НКВД СССР. Полк находясь в составе внутренних войск МГБ СССР, имел условный номер войсковая часть полевая почта № 70818.
Боевая, оперативно-служебная деятельность полка:
Полк выполнял оперативные задачи по ликвидации политического и уголовного бандитизма на территории Чечено-Ингушской АССР, принимал участие в охране войскового тыла Северо-Кавказского фронта. С 25 октября по 31 декабря 1941 года батальон/полк на территории ЧИ АССР уничтожил 59 бандитов и повстанцев, задержал 37 бандитов, 138 повстанцев и 23 бандспособников, 117 дезертиров из Красной Армии. Полк в 1942 году на территории ЧИАССР провёл 413 боевых операций, уничтожил 529 бандитов, задержал 145 парашютистов, 195 шпионов, 632 бандитов, 713 повстанцев и 711 бандспособников, 120 мародёров, 890 дезертиров из Красной Армии, 2553 прочих уголовных преступников, захватил у бандитов 2 орудия, 8 миномётов, 27 пулемётов, 317 винтовок, 15000 патронов. Полк с 1 января по 1 июня 1943 года за этот период на территории ЧИ АССР ликвидировал 13 бандгрупп, уничтожил 196 бандитов и повстанцев, задержал 403 бандитов, 220 повстанцев и 342 бандспособников, 219 дезертиров из Красной Армии.
С 25 октября 1941 года по 1 июня 1943 года батальон/полк на территории ЧИ АССР при выполнении боевых задач задержал 1072 бандитов, 1071 повстанцев, 1076 бандпособников, 1154 дезертиров из Красной Армии, ликвидировал 54 бандргруппы, уничтожил 784 бандитов, потерял убитыми 88 и ранеными 40 военнослужащих.
Во исполнения приказа НКВД СССР № 00193 от 21.02.1944, Постановления ГКО СССР № 5073 сс от 00.01.1944 «О мероприятиях по размещению спецпереселенцев в пределах Казахской и Киргизской ССР», полк с 23 февраля по 20 марта 1944 принимал участие в операции «Чечевица» выселении чеченцев и ингушей из ЧИ АССР в Казахскую ССР. С 23 февраля 1944 по 18 мая 1946 на территории Грозненской области (ранее ЧИ АССР) подразделения полка провели 13 масштабных боевых операций, уничтожили 2 крупные банды, свыше 60 бандитов.

В связи с упразднением округа Приказом НКВД СССР № 001455 от 01.12.1944 полк в составе 8-й дивизии выведен из состава Управления ВВ НКВД Северо-Кавказского округа.

### 141-й сп 82-й сд ВВМВДСССРСтаниславская область
18 мая 1946 года 141-й стрелковый полк внутренних войск МВД СССР убыл в Западную Украину Станиславскую область Украинской ССР, где его ожидала очередная боевая задача — борьба с вооружёнными формированиями западно-украинского националистического подполья.
Приказом МВД СССР № 001085 от 07.12.1946 полк включён в состав 82-й стрелковой дивизии внутренних войск МВД СССР.
С мая 1946 года полк в Станиславской области Западной Украины принял участие в ликвидации вооружённого западноукраинского антисоветского националистического подполья (УПА и СБ-ОУН).

### 141-й сп ВВМГБ СССРГСОВГ
20.01.1947 полк передан в состав внутренних войск МГБ СССР.(Приказ МВД/МГБ СССР № 0074/0029 от 20.01.1947 года «О передаче из МВД СССР внутренних войск в МГБ СССР» во исполнения Постановления Совета Министров СССР № 101-48 сс от 20.01.1947 года) и включён в состав ВВ МГБ СССР Группы Советских оккупационных войск в Германии (Управление внутренних войск МВД-МГБ СССР в Германии в состав ГСОВГ не входило).
В марте 1948 года полк передислоцирован в Германию. В 1948 (1949) году из состава полка вновь был выделен и создан 178-й отдельный комендантский батальон охраны (вч/пп 83398).
Здесь полк и отдельный батальон (с местом дислокации Шварценберг (Рудные горы) (Schwarzenberge) Восточной Германии), выполнял специальную задачу, связанную с созданием ядерного потенциала СССР. В мае 1947 года издан приказ об организации на базе Саксонского горного управления советского государственного акционерного общества «Висмут», на основании Указа Главнокомандующего СВАГ о передаче Саксонского горнодобывающего АО в собственность СССР в счёт репараций.
«Объект № 90».
До 1954 года подразделения 105 отдельного мотострелкового Рижского Краснознамённого ордена Красной Звезды полка КГБ СССР вч пп 70803 и 141-й стрелковый полк охраняли объекты предприятий и обеспечивали охрану грузов «Висмут» до Бреста.

### 1949—1954 178-й окбоГСОВГ
Охрану предприятия «Объект № 90» до 1954 года осуществляло Главное управление внутренней и конвойной охраны (ГУВКО)Министерства внутренних дел СССР.
Постановлением Совета Министров СССР и приказом Главноначальствующего СВАГ — Главнокомандующего ГСОВГ № 0060 от 17 ноября 1949 года была ликвидирована СВАГ и создана Советская Контрольная Комиссия (СКК). При этом в ГСОВГ передавались 313 воинских подразделений (среди них 11 отдельных комендантских батальонов охраны) и в их числе 178 отдельный комендантский батальон охраны Берлин-Тельтов пп 83398

С ноября 1952 года — 178-й отдельный батальон специального назначения  Управления военной комендатуры советского сектора Берлина.
Приказом МВД СССР № 0090 от 06.02.1954 года 141-й стрелковый полк в немецком городе Шварценберг (Рудные горы) был расформирован.
Преемником и носителем истории 141-го сп стал 178-й отдельный батальон специального назначения. Странно!!! Очень любопытный ход авторов данной статьи: 141-й полк расформирован в 1954-м, но вдруг становится основой для формирования 178-го батальона, созданного гораздо раньше. Фантазия у авторов сильно разыгралась: в таком случае предлагается вести родословную батальона от 178-го пехотного Венденского полка!!! С таким же успехом сюда можно приплести, к примеру, 178-й ракетный полк или, скажем, 178-й истребительный авиационный полк. Номер-то идентичен!!!

### 1954—1962 годы. 178-й окбо Штаба СВАГ
С 13 августа 1961 в город Берлин батальон выполнял особую задачу по оказания действенной помощи Правительству ГДР по возведению границы (стены) между Западным и Восточным Берлином.
Дислоцировался батальон в районе Берлин-Тельтов ГДР и тесно взаимодействовал с другими отдельными комендантскими батальонами охраны Штаба СВАГ и введёным в Берлин 81-м гв. мсп 6-й гв. мсд. 24 января 1962 года 81-м гв. мсп из Берлина вернулся в Эберсвальде.

### 1962—1994 годы. 178-й омсб6-й гв. омсбрГСВГ

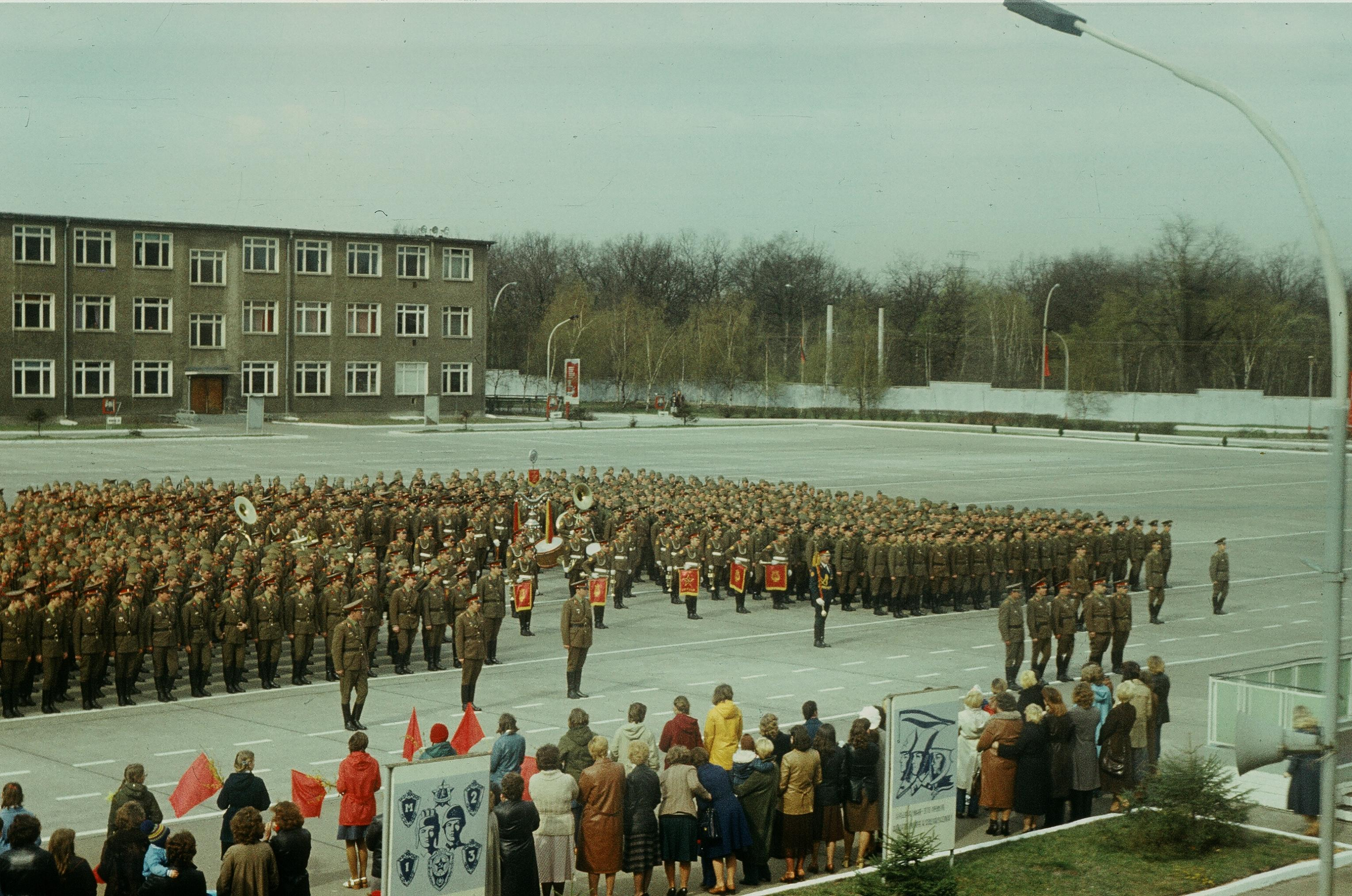
178-й омсб исполняет строевую песню в составе бригады. Впереди батальона майор Коновалов Виктор Романович. Германия Берлин Карлхорст. 1982 год

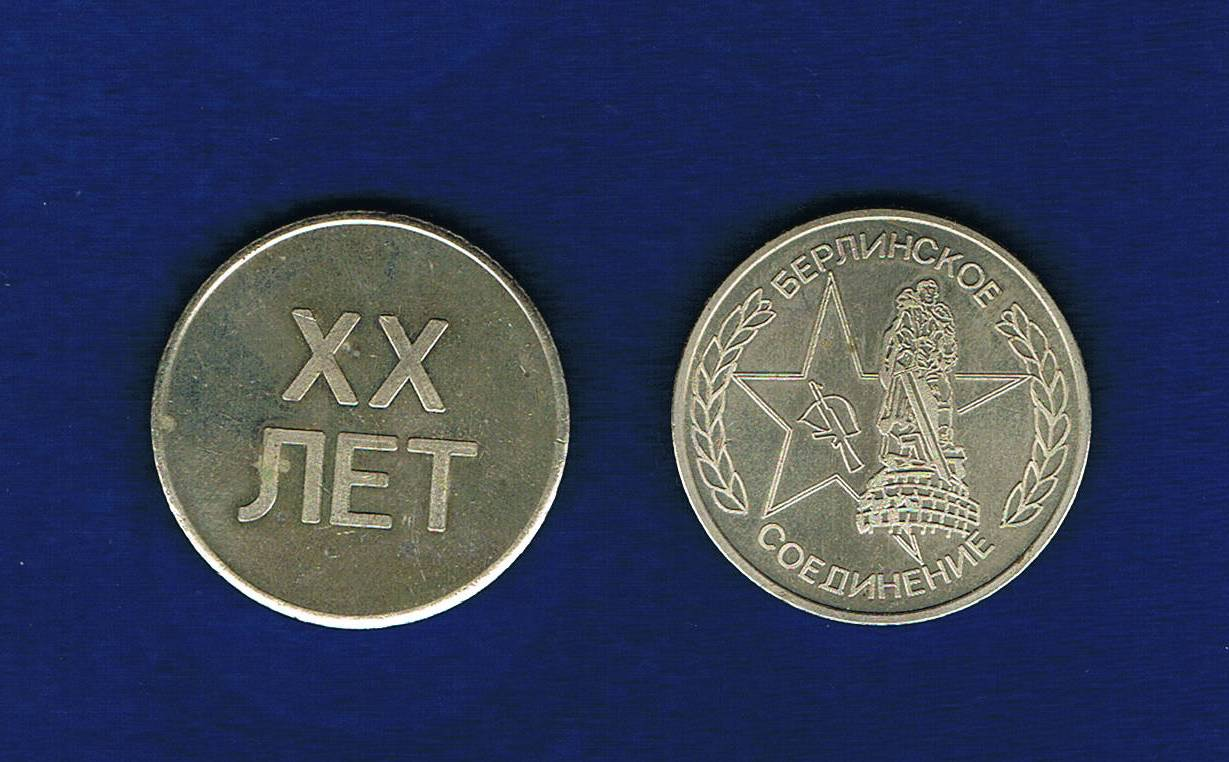
Памятная медаль. «20 лет Берлинской бригаде» (До принятия регалий 185-го гв. мсп). 6-я гв. омсбр Берлин Кархорст. ГСВГ 1982 год

20 августа 1962 года в Берлине на базе 133-го (пп 75242), 154-го (пп 51439) и 178-го (пп 83398) отдельных комендантских батальонов охраны и других частей была сформирована 6-я отдельная мотострелковая бригада в составе 20-й гвардейской общевойсковой армии ГСВГ. Место дислокации — в берлинском районе Карлсхорст.
В состав бригады входили:
- 133-й отдельный мотострелковый батальон;
- 154-й отдельный мотострелковый батальон;
- 178-й отдельный мотострелковый батальон
- 53-й отдельный танковый батальон
- 54-й отдельный танковый батальон.
- 65-й отдельный танковый батальон.
- подразделения обеспечения и обслуживания.

Состав 178-й омсб:
Три мотострелковые роты, подразделения обеспечения и обслуживания.
Задача батальона: во взаимодействии с другими мотострелковыми и танковыми батальонами бригады противостоять войскам тризонии (США, Великобритании и Франции)в Западном Берлине. В 1964 году с этой же задачей, для усиления танковой группировки в Берлине из Фюрстенвальде введён 10-й отдельный танковый батальон 6-й гвардейской мотострелковой дивизии.
В 1982 году бригада стала «гвардейской», ей были переданы регалии 185-го гв. стрелкового полка — отныне она стала именоваться 6-й гвардейской отдельной мотострелковой Берлинской ордена богдана Хмельницкого бригадой.

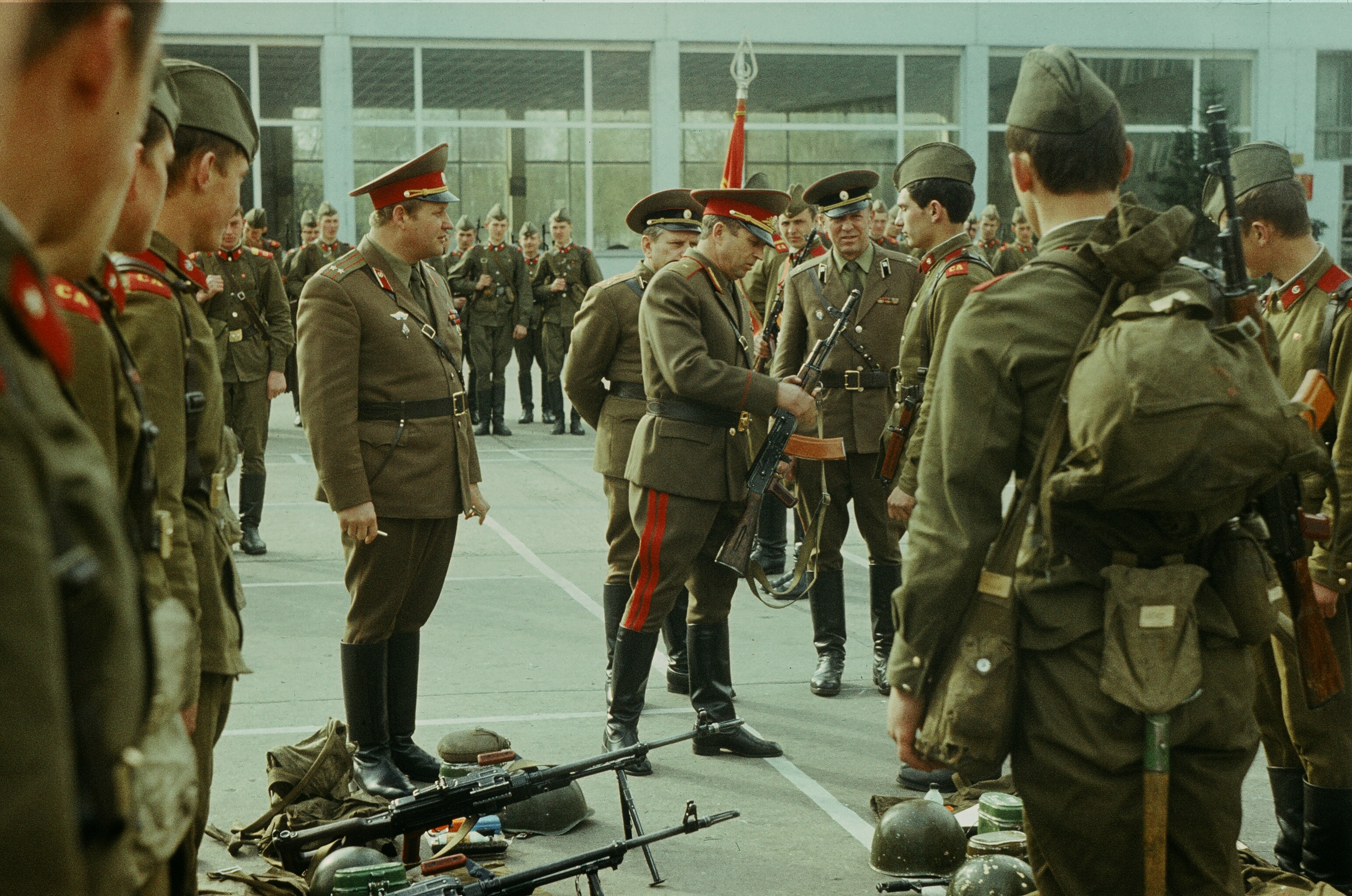
178-й омсб 6-й гв. омсбр на строевом смотре. Начальник штаба 20-й ОА генерал-майор Матвеев и комбриг подполковник Дорофеев А. А. инспектируют 178-й омсб майора Синицына В. В. Берлин Карлхорст 1981 г.

### 1994—1997 годы. 178-й омсб6-й гв. омсбрМВО
31 августа 1994 года 178-й омсб в составе 6-й гв. омсбр был выведен из Западной группы войск в город Курск МВО. Место расположения- военный городок имени Маршала Жукова.
К 1997 году в состав бригады входили:
- 154-й отдельный мотострелковый батальон (в/ч 33638);

* 178-й отдельный мотострелковый батальон (в/ч 33792);
- 524-й отдельный мотострелковый батальон (в/ч 06526);
- 525-й отдельный мотострелковый батальон (в/ч 02078);
- 65-й отдельный танковый батальон (в/ч 35729);
- 79-й отдельный гаубичный самоходно-артиллерийский дивизион (в/ч 02080);
- 83-й отдельный гаубичный самоходно-артиллерийский дивизион (в/ч 03544);
- 90-й отдельный зенитный ракетный дивизион (в/ч 03557);
- 93-й отдельный зенитный ракетно-артиллерийский дивизион (в/ч 03615);
- 89-й отдельный противотанковый артиллерийский дивизион (в/ч 03562);
- 584-я станция фельдъегерско-почтовой связи (в/ч 35757);.

С 1995 года из состава 6-й гв. ОМСБр 700 солдат, более 100 офицеров и прапорщиков участвовали в боевых действиях в Чечне. За проявленное мужество и героизм они награждены государственными наградами. 28 человек погибли, свыше 50 получили ранения и контузии.

### 1997—2009 годы. 3-й мсб6-го гв. мсп10-й гв. тдМВО
В 1997 году 6-я гвардейская отдельная мотострелковая бригада была переформирована в 6-й гвардейский мотострелковый полк 10-й гвардейской танковой дивизии МВО.
178-й омсб стал линейным батальоном.
В 2009 году 3-й мсб (бывший 178-й омсб) 6-го гвардейского мотострелкового полка расформирован.

## Командование

### Командиры батальона (полка)
- 1944 майор Овумян — (ВРИД командира 141-го гсп)
- подполковник Старосветов
- 1971—1974 майор Соколов Адольф Сергеевич
- 1974—1976 подполковник Чеботарёв Александр Павлович
- 1977—1979 подполковник Юшкевич
- 1979—1981 капитан Синицын Валерий Валентинович (Подполковник)
- 1981—1983 майор Коновалов Виктор Романович[10]
- 1983—1985 капитан Постников, Александр Николаевич Генерал-полковник[11][12]
- 1985—1987 капитан Загороднов Михаил Александрович[13](Полковник)
- 1987—1988 майор Пашко
- 1988—1989 майор Степанов
- 1989—1990 подполковник Олефиров С. И.
- 1990—1991 майор Чернецкий И.
- 1991—1992 майор Моторин С. А.
- 1992—1994 майор Фролов Олег Евгеньевич[14](18.3.1962-11.2.2011) полковник